# 우리들의 행복한 시간
《우리들의 행복한 시간》은 2005년에 발간된 공지영의 소설이다. 2006년 하반기에 송해성 감독이 이 작품을 원작으로 한 영화 《우리들의 행복한 시간》을 개봉하여 배경에 큰 관심을 모았다.
이 작품은 2000년대 초 한국 사회의 사형제도 존치, 급속한 산업화와 개인주의의 심화, 그리고 그에 따른 인간 소외 현상을 배경으로 한다. 등장인물인 유정과 윤수는 각기 다른 이유로 사회에서 고립되어 있으며, 이들의 만남은 소외된 인간 존재들 간의 치유와 위로, 그리고 구원의 가능성을 보여준다. 이는 실제로 1997년 이후 사형이 집행되지 않던 한국 사회의 제도적 공백과, 소외된 자들을 향한 사회적 무관심이 반영된 작품이다.

## 줄거리
윤수는 3명을 살해한 혐의로 사형 선고를 받은 사형수이고, 유정은 3번에 걸쳐 자살 시도를 한 대학 교수이자 전직 대학 가요제 출신 유명가수였다. 유정이 세 번째 자살 시도 후 실패하여 병원에서 치료를 받는 중에 유정에게 도움이 될 것 같으니 함께 가자는 고모이자 가톨릭 수녀인 모니카의 부탁으로 교도소에 있는 사형수를 만나러 가게 된다.

## 소설
2005년에 초본 발간된 이 소설은 그해 소설 베스트셀러에 이름을 올리고 2009년까지 꾸준히 베스트셀러에 이름이 올려졌다.
세 명의 여자를 살해한 남자, 세 번이나 자신을 살해하려 한 여자. 다른 듯 닮아 있는 두 남녀의 만남을 통해 삶과 죽음이라는 인간 본연의 문제를 깊이 있게 묘사한 소설. 누구에게도 말하지 못한 '진짜 이야기'들을 나누며, 애써 외면해왔던 자기 안의 상처를 들추고 치유해나가는 둘의 모습이 슬프고 아름답게 그려진다.
소설 속에서 작가는 각기 다른 여러 인물의 시각에서 신산한 세상살이와 삶의 상처들을 들여다본다. 겉으로는 아주 화려하고 가진 게 많은 듯 보이지만, 어린 시절에 겪었던 씻을 수 없는 상처와 가족들에 대한 배신감으로 인해 냉소적인 삶을 살아가며 여러 번 자살기도를 했던 서른 살의 대학교수 문유정. 그리고 불우한 어린 시절을 보내고 세상의 밑바닥으로만 떠돌다가 세 명의 여자를 살해한 죄로 사형 선고를 받은 스물일곱의 정윤수. 그 둘은 처음의 만남에서부터 마치 자신을 보는 듯 닮아 있는 서로의 모습을 ‘알아본’다.
그 둘이 보내온 시간은 겉으로는 그저 무심하게, 겨울이 가고 봄이 오고, 또 여름이 오고 가을이 오는 시간이지만, 두 사람에게는 사는 동안 한 번도 경험해보지 못했던 생생하게 살아 있는 시간으로, “때로는 서로가 빛이 되고 때로는 어둠이 되어 화석처럼 굳어 있는 고뇌의 심층에서 찬란한 빛의 조각들을 캐”(신영복)내는 공간으로 자리한다. 사랑, 용서, 진정한 인간의 조건에 대한 이야기라는 특징을 가지고 있다.